# Citroën C-AirLounge
Citroën C-AirLounge est un concept-car Citroën présenté au Salon de l'automobile de Francfort en 2003. Il est basé sur la plateforme de la Citroën C5

## Présentation
La C-AirLounge est un monospace.